# لقطیفیه
لقطیفیه یک منطقهٔ مسکونی در قطر است که در شهرداری دوحه واقع شده‌است. لقطیفیه ۸٫۶ کیلومتر مربع مساحت دارد.